# Lijst van burgemeesters van Dongeradeel
Dit is een lijst van burgemeesters van de voormalige Nederlandse gemeente Dongeradeel in de provincie Friesland.

In 1984 ontstond de gemeente Dongeradeel door samenvoeging van de gemeenten Dokkum, Oostdongeradeel en Westdongeradeel.
| Ambtsperiode                       | Naam burgemeester | Partij of stroming | Bijzonderheden                                                       |
| ---------------------------------- | ----------------- | ------------------ | -------------------------------------------------------------------- |
| 1984 - 1999                        | mr. Haije Sybesma | CDA                | was burgemeester van Dokkum, werd waarnemend burgemeester van Kampen |
| 2000 - 1 april 2008                | Roel Cazemier     | VVD                |                                                                      |
| 1 april 2008 - 15 januari 2009     | Ton Baas          | VVD                | waarnemend                                                           |
| 15 januari 2009 - 30 oktober 2018  | Marga Waanders    | PvdA               | De gemeente fuseert per 1 januari 2019.                              |
| 30 oktober 2018 - 31 december 2018 | Magda Berndsen    | D66                | waarnemend (fusiegemeente Noardeast-Fryslân per 1 januari 2019)      |